# Ruta Estatal de Alabama 19
La Ruta Estatal de Alabama 19, y abreviada SR 19 (en inglés: Alabama State Route 19) es una carretera estatal estadounidense ubicada en el estado de Alabama. La carretera inicia en el sur desde la AL 17     cerca de Detroit sigue en sentido Norte hasta finalizar en la AL 24     en Red Bay, Alabama, tiene una longitud de 56 km (32 mi).

## Mantenimiento
Al igual que las autopistas interestatales, y las rutas federales y el resto de carreteras estatales, la Ruta Estatal de Alabama 19 es administrada y mantenida por el Departamento de Transporte de Alabama por sus siglas en inglés ALDOT.

## Cruces
La Ruta Estatal de Alabama 19 es atravesada principalmente por la  AL 74  y  US 78 en Hamilton, Alabama